# Junín (tỉnh)
Tỉnh Chanchamayo (tiếng Tây Ban Nha: Provincia de Chanchamayo) là một tỉnh thuộc vùng Junín của Peru. Tỉnh Chanchamayo có diện tích 4723 km², dân số thời điểm theo điều tra dân số ngày 11 tháng 7 năm 1993 là 114045 người. Tỉnh lỵ đóng ở La Merced.